# Sufr
Sufr (tiếng Ả Rập: صفر, cũng đánh vần là Suffur, còn được gọi là Suqur Abu Wardah) là một ngôi làng ở phía bắc Syria nằm về phía tây bắc của Homs ở vùng Homs. Theo Cục Thống kê Trung ương Syria, Sufr có dân số 712 người trong cuộc điều tra dân số năm 2004. Cư dân của nó chủ yếu là Alawites.